# Boulton Paul Bobolink
El Boulton & Paul P.3 Bobolink fue un diseño para un caza monoplaza británico durante la Primera Guerra Mundial, fue construido por la compañía Boulton & Paul Ltd.

## Historia y diseño
Aunque sólo se construyó un prototipo el Boulton & Paul P.3 Bobolink merece ser mencionado como el primer aeroplano diseñado y construido por la compañía Boulton & Paul Limited. La compañía se había dedicado a las construcciones de madera en su fábrica de Norwich, y durante la I Guerra Mundial fabricó aviones como subcontratista. Entre los tipos producidos se hallaban el Sopwith 1½ Strutter y el Sopwith Camel : precisamente el Bobolink nació como resultado de un concurso de diseño para encontrar un sustituto del Camel.
Voló por vez primera en marzo de 1918. El P.3 era un buen diseño, con la ventaja de una célula alar de dos secciones basada en el uso de montantes interplanos en "N", lo que eliminaba la necesidad de arriostramiento de incidencia.
El ganador del concurso fue el Sopwith Snipe, de modo que el avión de Boulton & Paul no entó en producción. Para los prototipos se asignaron tres números de serie, pero solo una aparece matriculado en el registro de la época. Uno de sus rasgos más inusuales era la capacidad de desprenderse del principal depósito de combustible, en el caso de que se produjera un incendio en vuelo.
Como era lógico esperar, el Bobolink tenía una cantidad de semejanzas con el Camel, y sus prestaciones eran comparables a las del Snipe; a pesar de ello, este último fue considerado más adecuado para emprender la producción en serie.

## Especificaciones técnicas (P.3 Bobolink)

### Características generales
- Tripulación: 1
- Longitud: 6,1 m (20 ft)
- Envergadura: 8,8 m (29 ft)
- Altura: 2,5 m (8,3 ft)
- Superficie alar: 24,7 m² (266 ft²)
- Peso vacío: 557 kg (1227,6 lb)
- Peso máximo al despegue: 904 kg (1992,4 lb)
- Planta motriz: 1×  Bentley B.R.2.
  - Potencia: 172 kW (237 HP; 234 CV)

### Rendimiento
- Velocidad máxima operativa (Vno): 200 km/h (124 MPH; 108 kt)
- Techo de vuelo: 5945 m (19 505 ft)

### Armamento
- Ametralladoras: 3× 

  - 2 x ametralladoras Vickers calibre 7,70 mm (.303 British).
  - 1 x ametralladora Lewis de 7,70 mm opcional sobre la sección central.